# Dinopark Teufelsschlucht
Der Dinopark Teufelsschlucht, auch bekannt als Dinosaurierpark Teufelsschlucht, ist ein  Touristenziel in der Eifel. Er liegt in der Nähe des Ortes Ernzen, in der Teufelsschlucht. Der Park verfügt über eine Sammlung von lebensgroßen Dinosaurier-Exponaten, die entlang eines Rundweges platziert sind.
Der Park wurde im Jahr 2015 eröffnet und wird stetig um neue Exponate erweitert.

## Exponate
Im Dinopark Teufelsschlucht sind lebensgroß nachgebildete Dinosaurier aufgebaut. Die detailgetreuen Nachbildungen umfassen beispielsweise den Tyrannosaurus rex, Triceratops oder Stegosaurus. Insgesamt werden mehr als 170 lebensechte Modelle präsentiert. Diese sind entlang eines Rundweges verteilt, der chronologisch durch die Erdzeitalter Devon, Karbon, Perm, Trias, Jura, Kreidezeit, Tertiär und Quartär führen soll. Zusätzlich wird ein Ausblick auf die weitere Entwicklung von Lebewesen in einem futuristischen Zeitalter gegeben, das im Park als „Futura“ bezeichnet wird.
Darüber hinaus bietet der Park verschiedene interaktive Elemente und Aktivitäten: 
- Für jüngere Besucher gibt es einen Abenteuerspielplatz in der Nähe des Parkeingangs.
- Weiterhin befinden sich im Park das  „Forscher-Camp“, das verschiedene Mitmach-Aktionen anbietet. Diese sind teils kostenlos und teils gegen Aufpreis wahrnehmbar.[4] Zu diesen Aktionen zählt beispielsweise das Aufspalten einer Kalksteinplatte mit Hammer und Meißel.
- In der Nähe vom Forscher-Camp ist das  Palo Lab platziert, das eine Werkstatt zum Präparieren von Original-Fossilien darstellt.
- Ungefähr in der Mitte des Rundweges findet man das Dino-Kino mit Sitzmöglichkeiten und kindergerechten Filmen, die auf einer großen Leinwand präsentiert werden.
- Gegen Ende des Rundweges findet man die  Erdzeiten-Schnecke. Diese stellt einen spiralförmig angeordneten Weg mit einer Mauer als Begrenzung dar, auf dem in unterschiedlichen Abständen Markierungen der Erdzeitalter platziert sind[5]. Die Länge der Etappen zwischen diesen Markierungen soll verhältnismäßig der Dauer dieser Erdzeitalter entsprechen.